# Lluís Domènech i Alberdi
Lluís Domènech i Alberdi, més conegut com a Llüisot (Barcelona, 12 de gener de 1962) és un ninotaire, il·lustrador, dibuixant, guionista i professor català.
Va començar a publicar professionalment l'any 1983 a la revista satírica El Jueves on mantingué la seva col·laboració fins a l'any 1997. També ha col·laborat en diferents diaris i revistes, com l'Avui, La Vanguardia, El Periódico de Catalunya, Lecturas, Tretzevents i Cavall Fort, Dinamo, El Dominical, H Dios O, Mono Gráfico, Penthouse o Titanic.
Des de 1987 va començar a publicar llibres infantils, especialitzant-se en llibres de text. Viatger empedreït, també s'ha especialitzat en la publicació de llibres de viatge, entre els quals destaquen Una Temporada a Calcuta i Índia i Chiapas a deshora. És el creador de les sèries 'Carne de Psiquiatra' i 'La Danza Macabra'.
En el seu vessant com a docent, ha impartit diversos cursos i tallers dedicats al món de la il·lustració i, des de l'any 2010, és professor d'EINA Centre Universitari de Disseny i Art de Barcelona.
La seva tasca com a ninotaire i caricaturista polític fou destacada ja al final de la transició espanyola, i concretament el 1993, al final de l'època de govern de Felipe González, destaca un dibuix o pòster publicat el 7 d'abril d'aquell any titulat «El via crucis de Felipe González», compost de catorze vinyetes, un dibuix i un títol, que escenifica de manera molt gràfica la decadència de Felipe González i el seu govern en aquell moment històric concret.
El 2104 va publicar “El Raval: Un món de cultura”, un llibre en format de quadern de viatges, en el que il·lustra, amb precisos dibuixos, els diferents indrets i personatges emblemàtics del barri, fruit de sis mesos de treball, després de recórrer amb paper i llapis els carrers del Raval, el seu barri de residència. Aquest treball formà part del projecte de dinamització "Raval Cultural" impulsat pel Districte de Ciutat Vella, on es plasma amb els seus dibuixos els diferents indrets i personatges emblemàtics del barri, per tal de visibilitzar els recursos que fan del barri un espai cultural de referència: museus, claustres romànics, espais de creació, galeries, cabarets, bars centenaris, universitats.
El 2016 fou testimoni i reflectí en un dibuix, signat pels mateixos protagonistes, Ximo Puig i Carles Puigdemont, la reunió històrica per a la represa de relacions institucionals entre Catalunya i el País Valencià, quan després de la compareixença conjunta que van fer al Palau de la Generalitat, tots dos presidents i els respectius equips van anar a la terrassa d'una cafeteria a prop de palau. Allà justament hi havia el ninotaire Lluïsot, que es va adonar de la presència dels presidents i els va dibuixar. Després els va demanar si podrien signar-lo, i hi van accedir.

## Reconeixements
- Premi Apel·les Mestres de Literatura Infantil Il·lustrada (1987) per "Vull una medalla"
- Premi Bologna Regazzi Award (2002) - al millor Il·lustrador categoria no ficció, per "Una temporada en Calcuta"
- Premi Crítica Serra d'Or (2003) al millor llibre Infantil, per "Contes Terrorífics de fantasmes"
- Premi Cavall Fort (2008) pel còmic "L'Illa Misteriosa"
- Premi Lazarillo (2010) per "El somni del Vell Mariner
- Primer Concurs d'Sketching “Els 4 Gats” (2017)